# 65535 (getal)
Vijfenzestigduizend vijfhonderdvijfendertig (65 535) is het natuurlijke getal volgend op 65 534 en voorafgaand aan 65 536.

## In de informatica
Het is het grootste getal dat met 2 octets (bij gebruik van het binaire talstelsel) kan worden weergegeven. In computerhardware waar fixed point wordt gerekend zonder tekenbit, met een register van twee octets, is dit de hoogste waarde die een integer-variabele kan aannemen. Het is tevens het hoogste geheugenadres in een 64 kibibyte adresruimte (het laagste adres is 0).

## In de wiskunde
Het getal heeft in de wiskunde de volgende eigenschappen, 65 535 is:
- De zestiende macht van twee, minus 1 ofwel {\displaystyle 2^{16}-1}
- Merkwaardig product: {\displaystyle (2^{8}-1)(2^{8}+1)=255\cdot 257}
- Complete uitsplitsing in priemfactoren: {\displaystyle (2+1)(2^{2}+1)(2^{4}+1)(2^{8}+1)=3\cdot 5\cdot 17\cdot 257}

Een voorbeeld van een andere gedeeltelijke decompositie is:
- {\displaystyle (2^{4}-1)(2^{12}+2^{8}+2^{4}+1)=15\cdot 4369}